# Kirchweihtraditionen
Die Kirchweih – zu deren dialektalen Bezeichnungen siehe dort – ist gespickt mit Traditionen und Ritualen, die oft einen historischen Hintergrund haben. Da die Bräuche jedoch häufig aus schlechteren Zeiten stammen, werden sie heute oft nur noch zur Belustigung der Kirchweihgesellschaft gepflegt. Ein Beispiel ist die Kärwasau (Kirchweihschwein), die einst echt war und zur Feier tatsächlich geschlachtet wurde.
Zu den allgemein verbreiteten Bräuchen gehörten bereits im 15. Jahrhundert etwa das Kirchweihmal und der Kirchweihtanz.

## Kärwasau
„Kärwasau“, „Kerwasau“ oder „Kirwäsau“ ist ein fränkischer Ausdruck für Kirchweihschwein. Hauptsächlich gibt es diese Tradition in den ländlichen Gegenden Mittelfrankens. „Kärwasau“ war früher derjenige der „Kärwaburschen“ (Kirchweihbuben), der über die gesamte Kirchweih gesehen am meisten Bier vertragen hatte bzw. am betrunkensten war. Heute wird die „Kärwasau“ oft gewählt, bzw. es melden sich auch Freiwillige unter den Kirchweihbuben, weil es für dieses „Amt“ mancherorts eine Prämie gibt. Die „Kärwasau“ wird traditionell am Kirchweih-Montag im Bierzelt unter den Augen der Dorfbewohner „geschlachtet“. Dabei wird der „Erwählte“ von seinen Kollegen in einem Trog vom Festplatz in das Bierzelt getragen und in der Mitte des Bierzelts vom Dorfmetzger „geschlachtet“. Der Metzger wirft dabei zur allgemeinen Belustigung echte Schweineohren und Ringelschwänzchen in die Menge, während sich die „Kärwasau“ im mit Wasser gefüllten Trog windet und sich scheinbar gegen das „Schlachten“ wehrt. Wer zu nah am Trog steht, muss damit rechnen, nach der Zeremonie triefend nass nach Hause zu kommen.
In anderen Gegenden wird die Kerwasau beim Fassvergraben „gekürt“. Eine Person wird bei der Zeremonie gewählt, muss sich beim Fass für seine Sünden entschuldigen und es küssen.

## Bärentreiben
In vielen Orten der Oberpfalz, insbesondere im Landkreis Amberg-Sulzbach, gibt es in der Regel am Montag des Kirchweih-Wochenendes das Bärentreiben. Während des Kirchweihfestes küren die Kirwaburschen aus ihrer Mitte denjenigen, der sich am Montag als Bär verkleidet und durch das Dorf zieht. Im Gefolge hat der wilde Kirwabär seinen Treiber, der ihn zähmen soll. Dahinter folgen die gesamte Kirchweihgesellschaft und die Musikanten. Der Bär zieht von Haus zu Haus, tanzt mit der Hausherrin und verweilt für diverse leibliche Stärkungen. Besonders beliebt und gefürchtet zugleich ist der Kirwabär bei den Kindern. Sie kommen oft in großer Schar, um das Bärentreiben mitzuerleben.

## Weitere Kirchweihtraditionen

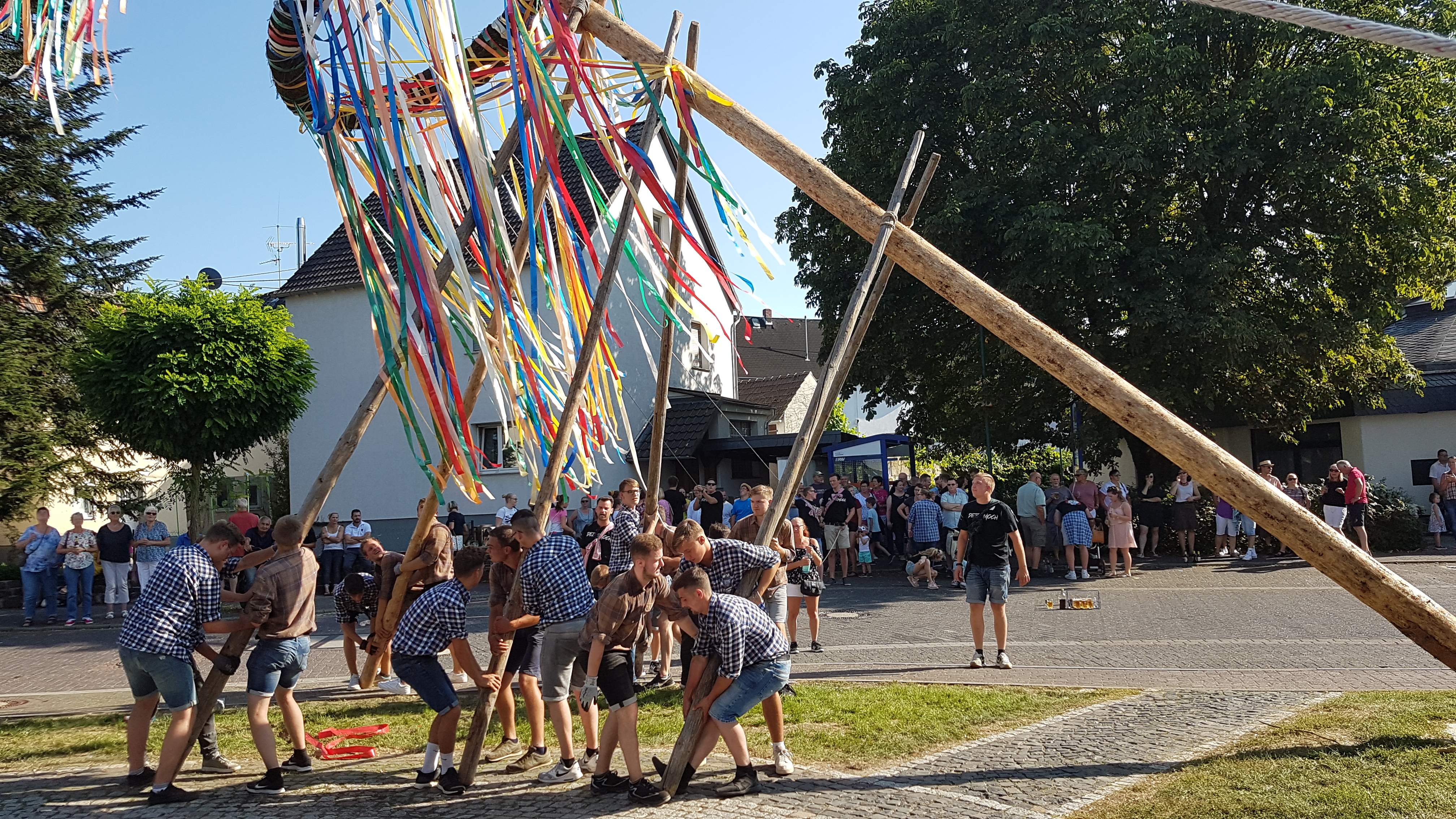
Kirmesbaumaufstellen in Beselich-Obertiefenbach 2019

Das „Kärwatüchla“ (hochdeutsch Kirchweihtuch) ist ebenfalls ein fränkischer Ausdruck. Traditionell trägt jeder Kirchweihbub ein weißes Hemd mit einem roten Tuch. Am Kirchweih-Montag um Mitternacht, wenn die Kirchweih offiziell zu Ende geht, nimmt jeder der Buben das Mädchen seines Herzens und bindet unter den Augen der Dorfbewohner dem Mädchen das Tuch um, das dann als Belohnung noch einen Kuss bekommt.
Diese Tradition wird in manchen Gebieten Frankens sehr ernst genommen. So ist es mancherorts den Kirchweihburschen untersagt, sich während der Kirchweih ohne umgebundenes „Kärwatüchla“ in der Öffentlichkeit zu zeigen.

### Kerwasbaamschäln
In der Nacht nach dem Baumaufstellen muss der Baum eine Nacht lang bewacht werden, da er sonst von rivalisierenden Burschen aus anderen Orten geschält werden könnte. Dies ist dann eine der größten Schanden, die über einen Kerwasburschen kommen kann. Die Dauer des Baumbewachens dauerte in der Vergangenheit meist bis Sonnenaufgang; heute hat man sich in den meisten Regionen darauf geeinigt, dass der Baum nach 6 Uhr morgens nicht mehr geschält werden darf.

### Die Kerweschlumpel
In der Kurpfalz und den umliegenden Gemeinden erfreut sich der „Kerweschlumpel“-Brauch einer ungebrochenen Beliebtheit. Meist wird die Kerwe (Kirchweih) durch den feierlichen Einzug der Kerweschlumpel, einer Strohpuppe in Frauenkleidern, eröffnet. Die Kerweschlumpel wird hofiert durch die jungen Männer („Kerweborscht“, Burschen) der Dorfgemeinschaft, die mit ihr zum Beispiel das Tanzbein schwingen oder „Reitschul“ (Fahrgeschäft) fahren. Auch das ein oder andere Bier wird zu Ehren der Kerweschlumpel getrunken. Die Kerwe findet ihr trauriges Ende durch die Verbrennung der Kerweschlumpel, zu deren Gelegenheit der „Kerwepfarrer“ eine ergreifende Grabrede hält.

### Die Kirtahutschn
Traditionell ist das in Oberbayern eine große Längsschaukel für bis zu 15 Personen. Als Sitzgelegenheit diente vornehmlich eine Leiter oder ein Baumstamm. Befestigt wurde die Hutschn mittels dicker Seile oder Ketten an den Querbalken eines Bauernstadels.

### Karbidschießen
In Franken gab es (wie andernorts das Carbidschieten) bis zum Ende des 20. Jahrhunderts bei Schulkindern den „Kerwaschießen“ genannten Brauch, während der Kirchweih in Unterleinach, mit befeuchteten Karbidsteinchen gefüllte Blechdosen zur Explosion zu bringen.

### Kirmesbeerdigung
Besonders im Osten Deutschlands lässt man in der Nacht zum Kirmessonntag vor versammelter Gesellschaft das vergangene Jahr Revue passieren. Dabei hält der Vortragende nach Art der Büttenrede eine satirische Predigt. Im Anschluss wird die Kirmes symbolisch zu Grabe getragen. Entstanden ist dieser Brauch aus der Predigt des Pfarrers am Kirmessonntag. Bei der Erlanger Bergkirchweih wird analog dazu am letzten Abend ein Fass symbolisch begraben.

### Ständchen
Ebenfalls im Osten Deutschlands verbreitet ist der Brauch, den Familien und Kirmesgästen am Kirmessonntag ein Ständchen zu bringen. Dabei ziehen die Kirmesburschen mit einer Musikkapelle durch den Ort. Entstanden ist dieser Brauch aus dem Läuten der Kirchenglocken, mit welchem früher die Einwohner zum Gottesdienst gerufen wurden.

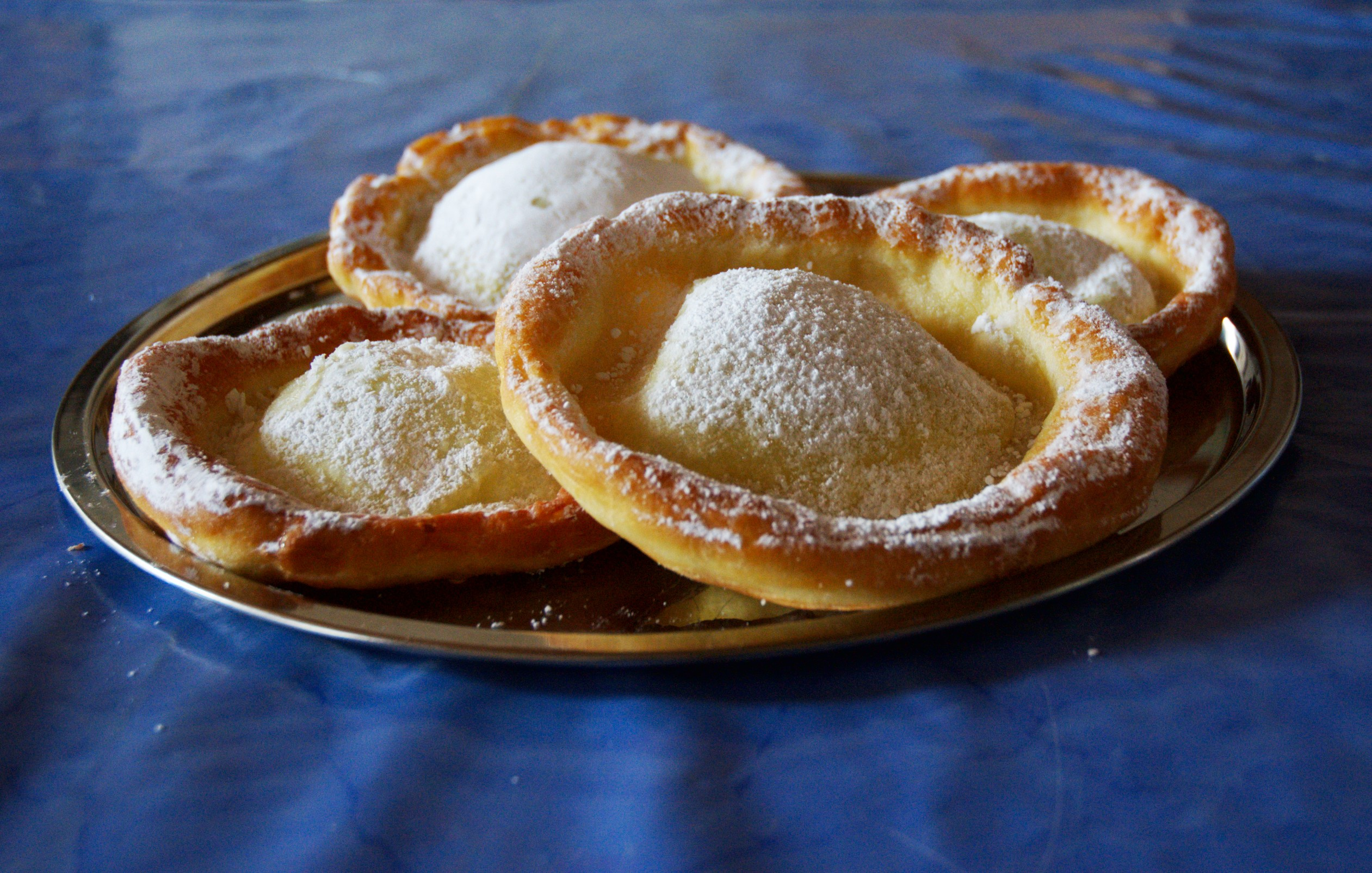
Knieküchle

## Kirchweih-Essen oder Kirchweihmahl
In Altbayern gibt es zur Kirchweih traditionell Gänse- oder Entenbraten, meist mit Kartoffelknödeln und Blaukraut. An Kirchweih, abgesehen von Weihnachten, werden in Bayern die meisten Enten und Gänse konsumiert. In Franken gibt es am Freitag traditionell Krenfleisch mit Klößen (sogenannte „Krefleischkerwa“). Oft braut der einheimische Wirt oder Braumeister auch ein besonders süffiges und gehaltvolles „Kerwabier“. Im Coburger Land gibt es traditionell „Merch mit Klößn“, also Rindfleischbratenscheiben mit Coburger Klößen und Meerrettichsoße.

### Käichln
Außerdem werden traditionell Kirchweihnudeln gebacken, ein rundes Hefegebäck mit Zucker, das schwimmend in Butterschmalz ausgebacken wird. Diese werden auch als „Auszogne“, „Schtreubla“, „Pfannakung“ (im Hofer Land) oder „Küchla“ bezeichnet, da sie auseinandergezogen werden und einen dicken, weichen Rand und eine knusprige Mitte haben. Es gibt aber auch andere, runde Formen, die an Krapfen erinnern.

### Vogelsuppe
Eine Besonderheit im Hersbrucker Land wird ausschließlich am Donnerstag vor einer Kirchweih serviert: die Vogelsuppe. Allerdings befindet sich kein einziger Vogel in der Suppe. Ihre genaue Zusammensetzung (Innereien und gekochtes Rindfleisch) ist ein Geheimnis des jeweiligen Wirts, sie schmeckt auch je nach Gastwirtschaft ein bisschen anders. Meistens sind jedenfalls Innereien ein Bestandteil dieser wohlschmeckenden Spezialität, die häufig mit Semmel- oder Leberknödeln serviert wird. Der Name stammt ursprünglich vom Gasthof Vogel (in Pommelsbrunn), in dem der Gastwirt Vogel an Schlachttagen diese Suppe servierte.

## Weiterführende Literatur
- Schweizerisches Idiotikon Band XV, Spalten 1051–1086 – umfassende Information zum historischen und gegenwärtigen Brauchtum in der Deutschschweiz (Wortartikel Chilch-Wīhi sowie alle Zusammensetzungen mit diesem Kompositum im Zweitglied).
- Uli Piehler: Mir hom Kirwa! Kirchweihfreuden in der Oberpfalz. 1. Auflage. Buch- und Kunstverlag Oberpfalz, Amberg 2009, ISBN 978-3-935719-56-8.